# Tumlin (przystanek kolejowy)
Tumlin – przystanek kolejowy w Tumlinie, w województwie świętokrzyskim, w Polsce przeznaczony do obsługi lokalnego ruchu pasażerskiego, jedynie relacji Kielce–Skarżysko-Kamienna.

## Ruch pasażerski[1]
| Rok  | Wymiana pasażerska na dobę |
| ---- | -------------------------- |
| 2017 | 50-99                      |
| 2018 | 50-99                      |
| 2019 | 50-99                      |
| 2020 | 50-99                      |
| 2021 | 50-99                      |
| 2022 | 100-149                    |
| 2023 | 100-149                    |

## Budynek stacyjny
Większość pomieszczeń budynku stacyjnego zaadaptowano na cele mieszkalne. W pozostałej części wykorzystywany jest na potrzeby posterunku odstępowego.